# Chrysopogon verticillatus
Chrysopogon verticillatus là một loài thực vật có hoa trong họ Hòa thảo. Loài này được (Roxb.) Trin. ex Steud. mô tả khoa học đầu tiên năm 1840.